# (474065) 2016 JJ10
(474065) 2016 JJ10 es un asteroide perteneciente al cinturón de asteroides, descubierto el 11 de noviembre de 2009 por el equipo del Mount Lemmon Survey desde el Observatorio del Monte Lemmon, Arizona, Estados Unidos.

## Designación y nombre
Designado provisionalmente como 2016 JJ10.

## Características orbitales
2016 JJ10 está situado a una distancia media del Sol de 2,874 ua, pudiendo alejarse hasta 3,060 ua y acercarse hasta 2,688 ua. Su excentricidad es 0,064 y la inclinación orbital 9,699 grados. Emplea 1779 días en completar una órbita alrededor del Sol.

## Características físicas
La magnitud absoluta de 2016 JJ10 es 16,819.